# Tipula (Yamatotipula) freyana
Tipula (Yamatotipula) freyana is een tweevleugelige uit de familie langpootmuggen (Tipulidae). De soort komt voor in het Palearctisch gebied.